# گروسی (لنگرود)
گروسی یک منطقهٔ مسکونی در ایران است که در دهستان اتاقور شهرستان لنگرود واقع شده‌است. گروسی ۳۶ نفر جمعیت دارد.